# Chinchilla–Cartagena-vasútvonal
A Chinchilla–Cartagena-vasútvonal egy 227,7 km hosszúságú, egyvágányú, nem villamosított, 1668 mm nyomtávolságú vasútvonal Chinchilla és Cartagena között Spanyolországban. Vonalszáma a 320-as.
Tulajdonosa az ADIF, a járatokat az RENFE üzemelteti.

## Története
A vasútvonalat két részletben nyitották meg:
- 1863-ban Murcia és Cartagena között, majd
- 1865-ben Chinchilla és Murcia között.

## Forgalom
A vasútvonalon a RENFE több eltérő vonatnemet is közlekedtet. Utazhatunk Alvia, Altaria, Talgo, Intercity és Regional járatokkal is.